# Круком
Круком (швед. Krokom) — містечко (tätort, міське поселення) у центральній Швеції в лені  Ємтланд. Адміністративний центр комуни Круком.

## Географія
Містечко знаходиться у центральній частині лена  Ємтланд за 450 км на північ від Стокгольма.

## Історія
Залізницю споруджено через Круком у 1882 році.

## Населення
Населення становить 1 921 мешканців (2018).

## Спорт
У поселенні базується футбольний клуб Круком/Дверсеттс ІФ.

## Галерея

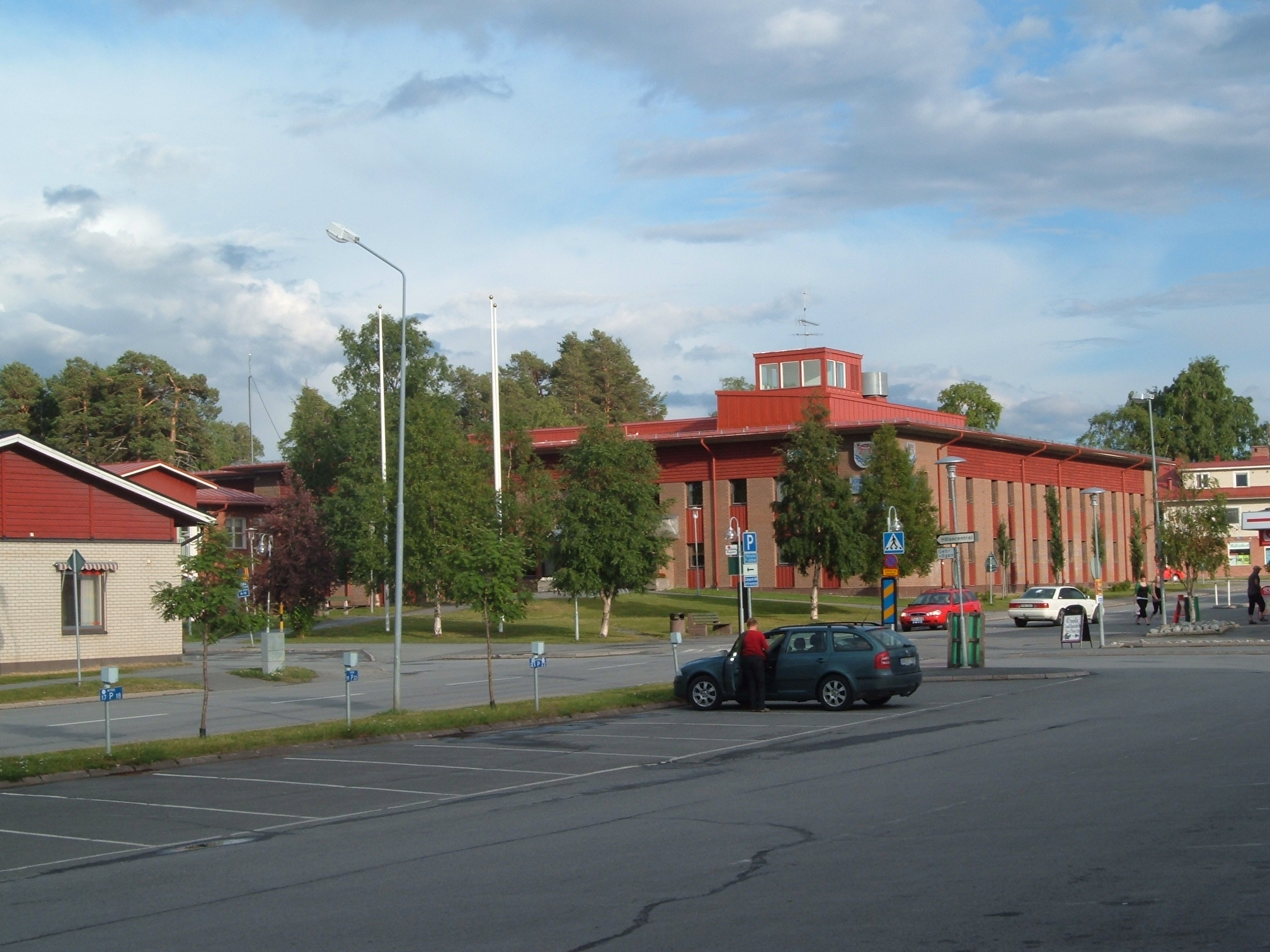
Управа комуни
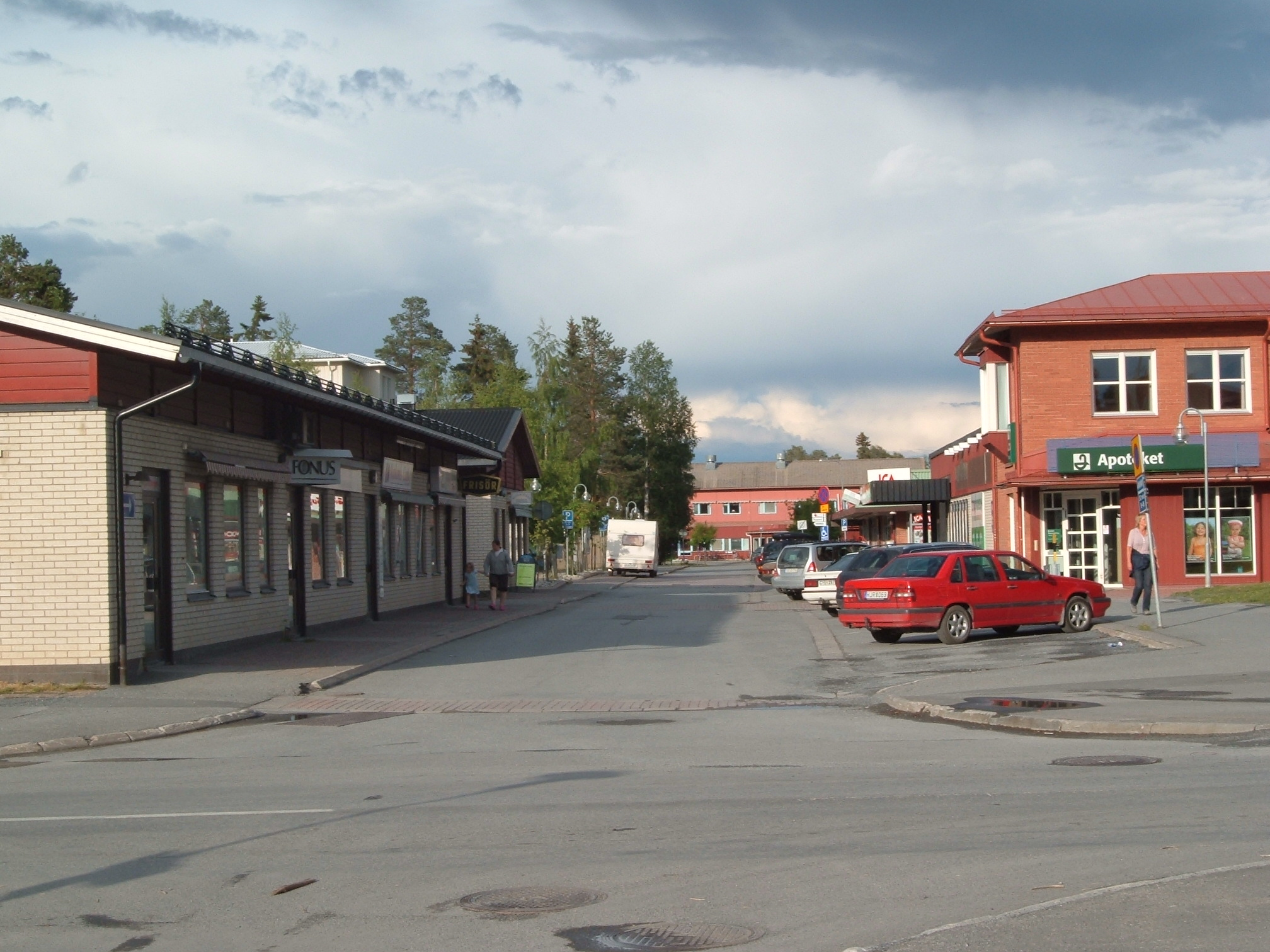
Центр містечка
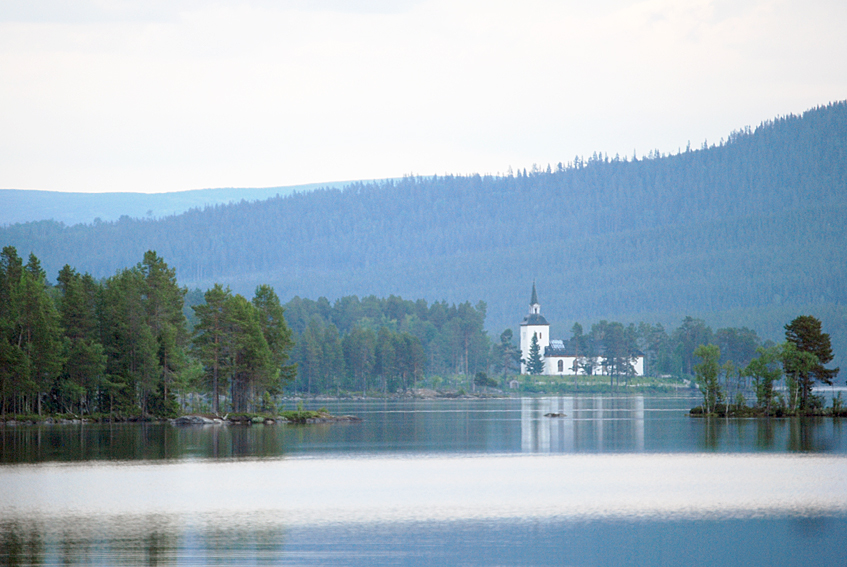
Церква
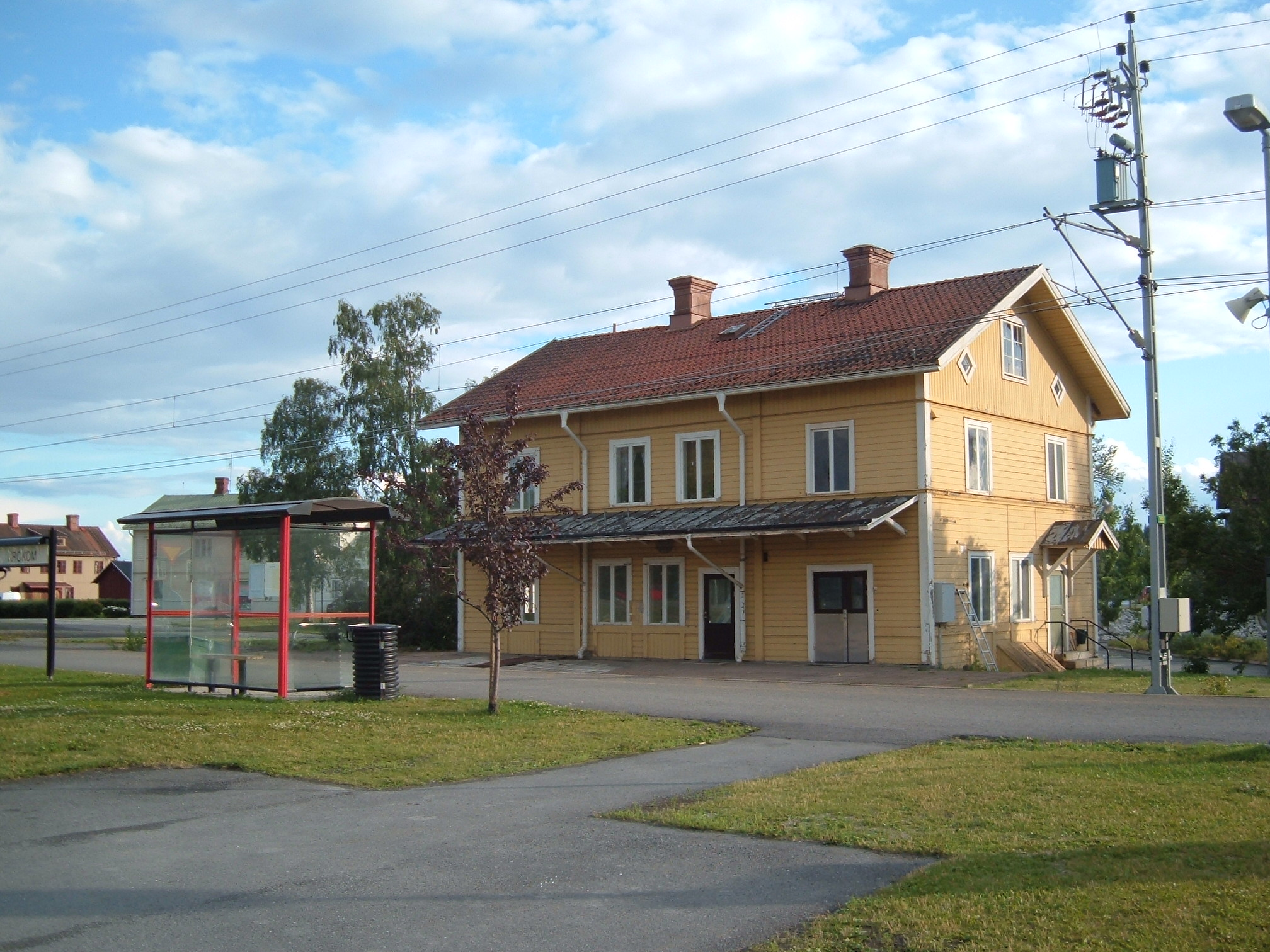
Залізнична станція

## Покликання
- Сайт комуни Круком [Архівовано 18 листопада 2012 у Wayback Machine.]